# تنعم (الطيال)

تعديل مصدري - تعديل

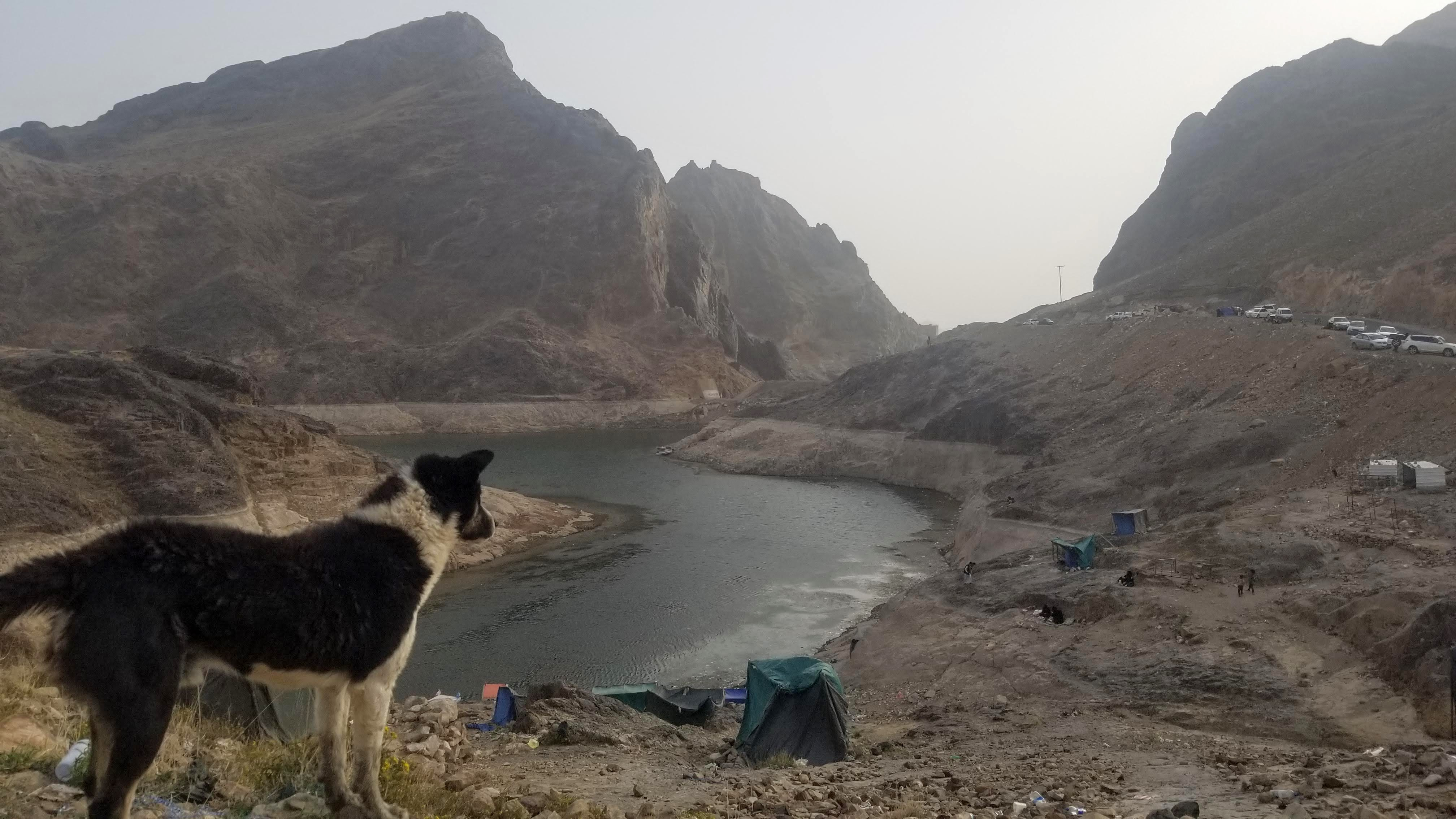
سد شاحك تنعم

تَنْعِم هي إحدى قرى عزلة جبل اللوز بمديرية الطيال التابعة لمحافظة صنعاء، بلغ تعداد سكانها 1077 نسمة حسب تعداد اليمن لعام 2004.
ومن محلات القرية: صُرَاطح، مشخون، القريه، باب المِحراق، مداجه، لَكَمة بُهَيْر، الدِجرار، حبيل عَيْن. وتروي الوادي مياه الأمطار القادمة من سد شَاحِك. ومن أهم مزروعاتها الأعناب والحبوب.